# Araneus recherchensis
Araneus recherchensis là một loài nhện trong họ Araneidae.
Loài này thuộc chi Araneus. Araneus recherchensis được Barbara York Main miêu tả năm 1954.